# باندورا
باندورا (اوکراینی: банду́ра) یک ساز زخمه‌ای محلی اوکراینی است. این ساز ترکیبی از اجزای زیتر و لوت است و تا دههٔ ۱۹۴۰ میلادی، اغلب به اسم کوبزا نامیده می‌شد. سازهای قدیمی (حدود سال ۱۷۰۰) ۵ تا ۱۲ عدد زه داشته و شبیه عود بودند. در قرن بیستم، تعداد زه‌ها در ابتدا (۱۹۲۶) به ۳۱ زه افزایش یافته و سپس در سازهای مدرن کنسرت (۱۹۵۴) به ۵۶ تا ۶۸ زه افزایش یافت.